# Reinmar von Zweter
Reinmar von Zweter (cca 1200 – po 1248) byl prvním básníkem, o kterém bezpečně víme, že vstoupil do služeb českého krále. Během svého života vytvořil přes 330 básní, které byly převážně náboženského, politického či moralizujícího charakteru. Nejdůležitější část díla tvoří tzv. spruchas, stručné, většinou jednoslokové básně s výchovným apelem.
Jako mnozí ostatní opěvoval Reinmar různé mecenáše právě podle toho, na jakém dvoře právě působil. V polovině 30. let 13. století byl jeho mecenášem císař Fridrich II. Štaufský. Snad právě díky vlivu královny Kunhuty se později Reinmar od rakouského dvora Babenberků dostal na kratší dobu i k českému královskému dvoru. O králi Václavovi I. se zmiňuje ve dvou básních (č. 149 a 150), ale na pražském dvoře vytvořil asi ještě dalších sedm básní. Jeho pobyt na dvoře českého krále je nejčastěji kladen do let 1237–1241. Německá poezie však v této době nenašla v Čechách větší ohlas. Krom Prahy pobýval na královských dvorech ve Vídni, Kolíně nad Rýnem a v Mohuči.
V minulosti byl často považován za nadaného samouka, ale existuje též domněnka, že byl vzdělán u cisterciáků a byl díky tomu schopen čerpat z latinských zdrojů. Podporoval císařskou moc v jejím sporu s mocí papežskou. V řadě textů si Zweter stěžuje, že mizí skutečná rytířská kultura, v jedné z básní využívá ke kritice i slovní hříčky, když říká, že dříve byly turnaje rytířské (ritterlich), nyní jsou zvířecí (rinderlich). Souvisí to s jeho sklonem k satiře a ironii, která jeho dílo odlišuje od řady jiných minnesängerů.
O Zweterově poezii se mluví i ve známém románu Umberta Eca Jméno růže.

## Ukázka textu
| „ | Narodil jsem se u Rýna, rost v Rakousích, však Čechy vlast má jediná. Žel, kvůli králi spíš než kvůli zemi, ač je hezká. Král, země - dobré obojí. Jen jedno mrzí mě: mé verše obstojí, až když je schválí král. Pak teprv zem též tleská. Kdybych se v království snad Božím jednou ocit a nebyl anděly dost ctěn, tu měl bych pocit, že na mně páchána jest křivda veliká. Co platen jest mi král? S ním vyhraji jen stěží, Kdyžtě jsem bez dámy a bez jezdců a věží, když nemám sedláka, a natož koníka! | “ |